# David Lynch
David Lynch   (Missoula, 20 de gener de 1946 - Taft, 16 de gener de 2025) fou un director de cinema, artista visual, músic i actor estatunidenc. Va estar nominat tres cops als premis Oscar com a millor director. Va ser un dels màxims representats del corrent surrealista dintre del cinema atès que les seves pel·lícules sovint transporten l'espectador a un món de somnis i misteri. La seva primera pel·lícula va ser Eraserhead, una pertorbadora i aterridora història de surrealisme duta al límit. Abans, però, ja havia rodat set curtmetratges, el primer el 1966: Six Men Getting Sick, que va començar com un projecte artístic d'escultures de relleu i va esdevenir un curtmetratge d'un minut de duració, i el seguiren The Alphabet i The Grandmother.
El 1990 va aconseguir atrapar més de 50 milions de teleespectadors només a Amèrica amb la inoblidable sèrie de televisió Twin Peaks, alhora que rodava Cor salvatge, en la qual va participar Duwayne Dunham, responsable de diversos episodis de la mítica sèrie. Va ser cancel·lada el 1992 perquè a mesura que s'anava acostant al món de Lynch, la sèrie perdia audiència als Estats Units d'Amèrica, ben al contrari del que succeïa a Europa. Malgrat tot, Lynch va dirigir una pel·lícula el mateix any per a concloure la sèrie a mode de preqüela: Twin Peaks: Els últims dies de Laura Palmer.
Després de perdre força públic en les darreres pel·lícules, Lynch va dirigir el 1999 una història diferent del que havia rodat fins aleshores: el drama Una història de debò. Afortunadament per als aficionats al cinema de Lynch, tres anys després va tornar a sorprendre amb el film Mulholland Drive (2002), que ha fet història dins del món de l'art surrealista.
Lynch també va treballar com a músic, gravant els àlbums BlueBOB (2001), Crazy Clown Time (2011) i The Big Dream (2013), i també va conrear la pintura i la fotografia. Va escriure els llibres Images (1994), Catching the Big Fish (2006) i Room to Dream (2018). Va dirigir diversos vídeos musicals, per a artistes com X Japan, Moby, Interpol, Nine Inch Nails i Donovan, i anuncis per Dior, YSL, Gucci i el Departament de Sanitat de la Ciutat de Nova York. Practicant de la Meditació transcendental, va fundar la Fundació David Lynch per finançar lliçons de meditació per a estudiants, veterans i altres poblacions en risc. Fumador de tota la vida, li van diagnosticar emfisema el 2020, i va morir el 15 de gener de 2025, després de ser evacuat de casa seva a causa dels incendis forestals del sud de Califòrnia.

## Biografia i obra

### Infància i joventut (1946-1965)
David Keith Lynch va néixer a Missoula, Montana, el 20 de gener de 1946. Lynch es podria considerar l'arquetip del noi nord-americà de classe mitjana. Segons Thierry Jousse, redactor de la revista Cahiers du cinéma i autor d'un llibre sobre el director, «quan parla de la seva infància, Lynch la descriu invariablement com una etapa idíl·lica, una mena de somni permanent que només va tenir un inconvenient: una forçada vida nòmada». El seu pare, Donald, era un científic adscrit al Ministeri d'Agricultura, i la seva mare, Sunny, era professora de llengua. Dos dels besavis materns de Lynch eren suecs de Finlàndia immigrants que van arribar als Estats Units durant el segle xix. Va ser criat com a presbiterià. La família va viure en diferents llocs, entre el nord-oest del país i Carolina del Nord. Lynch va ser boy scout i va participar com a acomodador en la presa de possessió del president John F. Kennedy, que va tenir lloc el 15è aniversari de Lynch.
Lynch no va trigar a sentir impulsos artístics i va anar a la Corcoran School of Art a Washington, mentre acabava els seus estudis secundaris a Alexandria a l'estat de Virgínia. Després es va matricular a la School of Museum of Fine Arts de Boston durant un any, abans d'anar-se'n a Europa en companyia del seu amic i company artístic Jack Fisk. Els seus plans consistien a estudiar amb el pintor expressionista austríac Oskar Kokoschka, que va ser una de les seves referències artístiques principals durant tres anys. Tot i això, Lynch va tornar als Estats Units al cap de només quinze dies.

### Filadèlfia i primers curtmetratges (1966-1970)
L'any 1966 Lynch es va instal·lar a la ciutat de Filadèlfia, a l'estat de Pennsilvània, on assistiria a la Pennsylvania Academy of Fine Arts (PAFA).
Va ser aquí on va començar una relació amb una companya d'estudis, Peggy Reavey, amb qui es va casar el 1967. L'any següent, Peggy va donar a llum a la seva filla Jennifer. Peggy va dir més tard: «[Lynch] definitivament era un pare reticent, però molt amorós. Ei, estava embarassada quan ens vam casar. Tots dos érem reticents.» Es va dedicar principalment a fer complexos mosaics a partir de formes geomètriques, que va anomenar Industrial symphonies. Durant aquella època va fer les seves primeres proves cinematogràfiques. El seu primer curtmetratge va rebre el títol de Six Men Getting Sick («Sis homes emmalaltint», 1966). Ell mateix descriuria el curt com a «57 segons de desenvolupament i passió, i tres segons de vòmit». Amb aquesta obra, Lynch va guanyar el certamen anual de l'Acadèmia. Aquest petit èxit li permetria realitzar un segon curtmetratge: The Alfabet.
A partir de 1970, Lynch es va centrar exclusivament en l'art cinematogràfic. Va aconseguir un premi de 5.000 dòlars de l'American Film Institute per The Grandmother («L'àvia»), sobre un pobre noi del carrer que se les empesca per aconseguir una àvia a partir d'una llavor. Aquest film de 30 minuts mostra ja molts dels patrons característics que Lynch inclourà en les obres posteriors, en el seu cinema de maduresa, destacant el so pertorbador i un imaginari molt significatiu, enfocat en els desitjos reprimits i el subconscient, tot això allunyat per complet dels mètodes tradicionals d'estructurar el relat.

### Los Angeles iEraserhead(1971-1979)

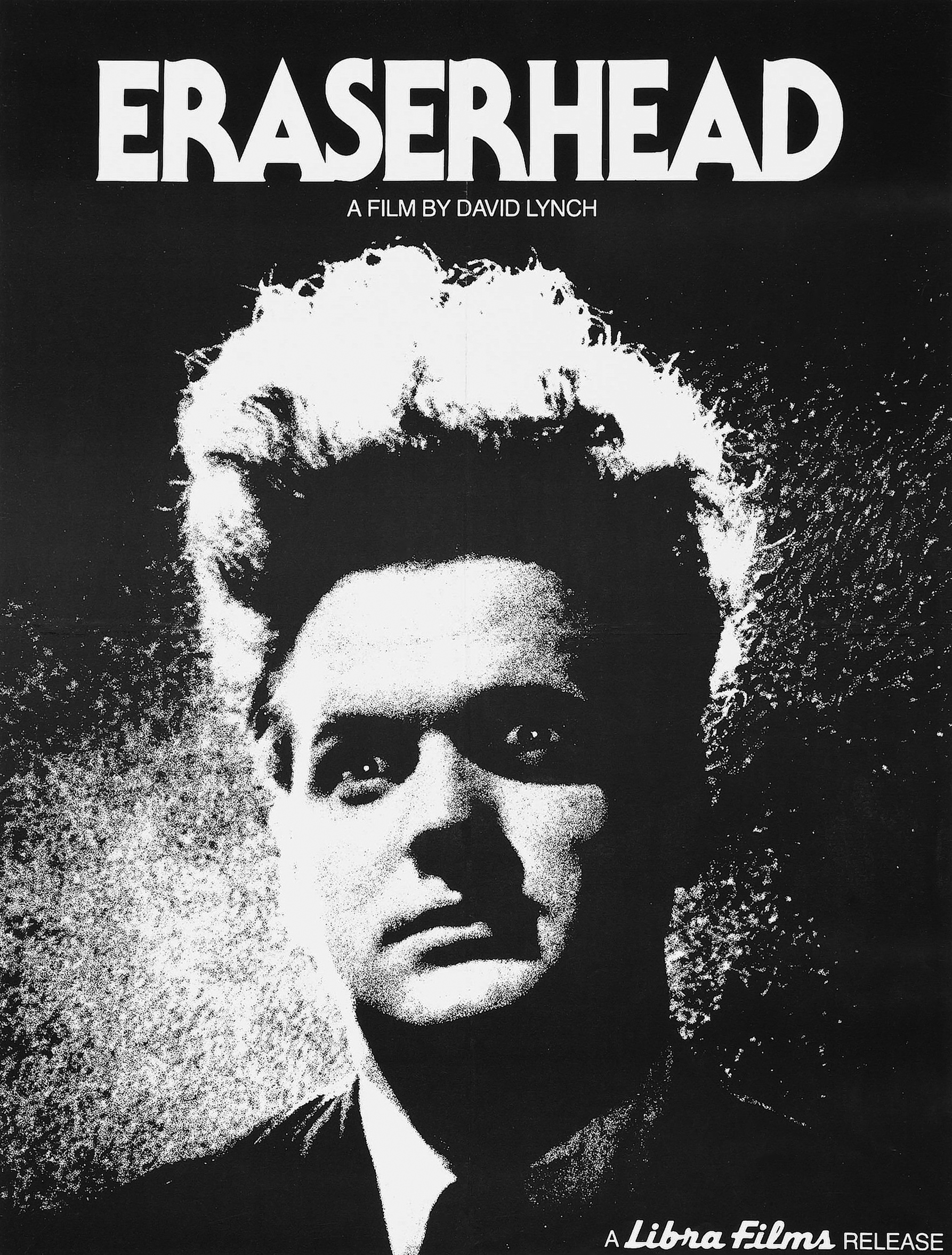

L'any 1970, David Lynch se'n va anar a Los Angeles amb la seva esposa i filla, a les classes de l'American Film Institute Conservatory. Allà va començar a realitzar el seu primer llargmetratge, Eraserhead, aprofitant una ajuda de 10.000 dòlars concedida per aquesta mateixa institució. Aquests diners, però, no van ser suficients per acabar la pel·lícula, i Lynch no la va poder finalitzar-la fins al 1977. El director es va veure obligat a demanar els diners restants a amistats i familiars, incloent-hi el seu amic de la infància, Jack Fisk, dissenyador de la producció i marit de l'actriu Sissy Spacek. Lynch fins i tot va haver de vendre diaris per fer diners per a la pel·lícula.
Eraserhead és un film enigmàtic i fosc, ple d'elements surrealistes i aspectes pertorbadors. És per aquest motiu que va rodar-lo convenientment en blanc i negre. El llargmetratge narra la història d'un jove tranquil (paper que interpreta Jack Nance) que viu en una mena d'àrea industrial i que té una xicota que dona llum a una criatura estranya que no para de cridar. Lynch es va referir a la seva pel·lícula com «la meva història de Filadèlfia», atès que la pel·lícula reflecteix molt bé totes les experiències crues que va viure en aquella ciutat durant la seva etapa com a estudiant i que el van marcar profundament.
Segons la crítica aquest film suggereix o intenta suggerir les pors i les ansietats del mateix cineasta entorn del tema de la paternitat, personificat en l'aspecte grotesc del nadó, que ha esdevingut una de les icones més significatives del cinema fantàstic de tota la història del cinema. Lynch va oferir comentaris críptics sobre l'objecte, de vegades afirmant que «havia nascut a prop» o «potser va ser trobat». John Patterson de The Guardian va especular que podria haver estat construït a partir d'un conill amb pell o un fetus de xai.
Per mor dels continguts extravagants, primer es va pensar que la pel·lícula no podria ser exhibida comercialment, però gràcies a l'esforç del distribuïdor, Ben Barenholtz, de seguida va esdevenir un clàssic, exhibint-se a les sales especialitzades en projeccions de mitjanit, al marge de les grans audiències. La crítica més avançada la va qualificar immediatament d'obra mestra, fet que va situar el director al capdavant de l'avantguarda cinematogràfica. El director Stanley Kubrick admirava Eraserhead i va afirmar que era una de les seves pel·lícules preferides de tota la història del cinema. Aquest èxit va provocar que l'equip d'actors i tècnics (entre ells el càmera Frederick Elmes, el tècnic de so Alan Splet i l'actor Jack Nance) continuessin treballant amb Lynch durant els anys posteriors.

### L'home elefanti èxit comercial (1980-1982)
Eraserhead va atraure l'atenció del productor Mel Brooks, que va contractar Lynch per a dirigir el 1980 L'home elefant. Escrita per Chris de Vore i Eric Bergren, la pel·lícula és un biopic inspirat en la figura de Joseph Merrick, un home de classe baixa amb moltes deformitats físiques. El film és protagonitzat per John Hurt, en el paper de John Merrick (el nom real de Merrick es va canviar), i per Anthony Hopkins, en el paper de Frederick Treves. Es va rodar a Londres, i Lynch li va donar el seu propi enfocament surrealista a la pel·lícula filmant-la com l'anterior, en blanc i negre. Així i tot, el film ha estat descrit com un dels «més convencionals» del director. L'home elefant va ser un gran èxit comercial i va obtenir vuit nominacions als premis Oscar, incloent-hi el de millor director i millor guió adaptat per a Lynch. Aquest film, entre altres coses, va demostrar que les propostes de Lynch, encara que extravagants, eren viables comercialment.

### Els films amb De Laurentiis:DuneiVellut blau(1983-1986)
Posteriorment, el cineasta va acceptar dirigir Dune (1984), una superproducció per al productor italià Dino De Laurentiis, que adaptava la novel·la de ciència-ficció Duna de l'escriptor Frank Herbert, amb la condició que la productora es comprometés a finançar un segon projecte sobre el qual Lynch tindria un control creatiu absolut. Tot i que el productor esperava que Dune suposés quelcom tan gran com una nova La guerra de les galàxies, la pel·lícula va fracassar comercialment, alhora que va ser desprestigiada per la crítica. S'havia apostat per uns ingressos de 45 milions de dòlars, i van ser tan sols 27,4 milions. Per a compensar aquestes pèrdues, l'estudi va elaborar una versió llarga per a la televisió que desvirtuava el muntatge del director i que Lynch va desautoritzar tantost.
La segona pel·lícula de Lynch produïda per De Laurentiis va ser Vellut blau (1986), que narra la història d'un jove universitari (representat per l'actor protagonista de Dune, Kyle MacLachlan) que descobreix el costat fosc d'una petita ciutat mentre investiga la procedència d'una orella tallada que havia trobat casualment passejant pel camp. La pel·lícula ofereix actuacions memorables com les d'Isabella Rossellini, en el paper d'una cantant turmentada, i de Dennis Hopper en el d'un criminal psicòpata.
Vellut blau va obtenir un gran èxit per part de la crítica i una segona nominació al premi Oscar al millor director. La pel·lícula presenta algunes característiques comunes del seu cinema: una posada en escena perfectament cuidada, situacions i conductes inexplicables, dones ultratjades, misteris pertorbadors dins d'una petita comunitat i una banda sonora amb cançons antigues i poc convencionals. Les cançons «Blue Velvet», de Bobby Vinton i «In Dreams», de Roy Orbison, aporten encara més estranyesa a l'ambientació de la pel·lícula. Va ser la primera vegada que Lynch va treballar amb el compositor Angelo Badalamenti, que va col·laborar en totes les seves pel·lícules posteriors.
El director Woody Allen, la pel·lícula del qual va ser nominada com a millor llargmetratge (Hannah i les seves germanes), va afirmar que Vellut blau era la millor pel·lícula de l'any. Aquest film, que és usualment considerat com una de les obres mestres del cinema contemporani, ha esdevingut una icona de la cultura popular.

### Twin Peaks,Cor salvatgeiFire Walk With Me(1987-1996)
Com que no obtenia finançament pels seus guions posteriors, a final dels anys 1980 David Lynch va optar per col·laborar amb el productor televisiu Mark Frost en la sèrie televisiva Twin Peaks, que tracta successos estranys en una petita localitat de l'estat de Washington. La història se centra en les investigacions de l'agent especial de l'FBI Dale Cooper (interpretat per Kyle MacLachan) en relació amb la mort de Laura Palmer, una coneguda estudiant de secundària. La investigació revela els secrets més escabrosos dels membres de la comunitat, aparentment tots respectables. David Lynch va dirigir sis episodis de la sèrie, incloent-hi els dos primers, i va escriure i coescriure alguns episodis més, en les quals adesiara va aparèixer fins i tot com a actor.
La sèrie es va estrenar a la cadena ABC el dia 8 d'abril de l'any 1990, i a poc a poc va ser descoberta com un fenomen cultural. Cap altre projecte de Lynch no ha obtingut tal acceptació. La sèrie va ser venuda a una infinitat de països, i alguns dels seus tòpics es van incorporar en la cultura popular del moment. Se'n van fer paròdies en programes com Saturday Night Live o sèries com Els Simpson. Lynch va obtenir una portada de la revista Time gràcies, sobretot, al gran èxit de Twin Peaks. Tot i això, Lynch tindria conflictes amb els membres de la cadena de telelvisió per diversos motius, en especial per la possibilitat de revelar o no la identitat de l'assassí de Laura Palmer. ABC insistia a desemmascarar-lo a la segona temporada, mentre que Lynch volia guardar aquest secret fins al final. El director de seguida es va desencantar amb el projecte i, com a resultat, alguns membres del repartiment van declarar sentir-se abandonats.
En aquella època Lynch va començar a col·laborar amb l'editora, productora i companya en la vida real i amb qui va tenir un fill, Mary Sweeney, que ja havia treballat com a assistent per del director a Vellut blau. Aquesta col·laboració es repetiria durant onze projectes més. El següent llargmetratge va ser una adaptació de la novel·la de Barry Gifford Cor salvatge. Lynch ven va fer una road movie protagonitzada pels actors Nicolas Cage i Laura Dern. Cor salvatge va obtenir una Palma d'Or al Festival Internacional de Cinema de Canes de 1990, però no va rebre l'aprovació de la crítica ni el suport del gran públic.
Twin Peaks va patir moltes baixades d'audiència i va ser retirada l'any 1991. Mentrestant, Lynch va escriure una preqüela sobre els últims set dies en la vida del personatge de Laura Palmer, que donaria lloc al llargmetratge Twin Peaks: Els últims dies de Laura Palmer (1992), que va ser un fracàs comercial i va suposar les pitjors crítiques de la carrera del director.
Lynch va tornar a col·laborar amb Mark Frost en la sèrie documental American Chronicles (1990) i en la sèrie d'humor On the Air (1992) per a l'ABC, sobre els orígens de la televisió. Als Estats Units d'Amèrica només se'n van emetre tres episodis. El seu posterior projecte va ser la minisèrie titulada Hotel Room (1993), per a la cadena HBO, que narrava els esdeveniments emmarcats en una mateixa habitació d'hotel al llarg de diverses dècades.

### Lost Highway,The Straight StoryiMulholland Drive(1997-2001)
L'any 1997, David Lynch va tornar amb una pel·lícula complexa d'argument no lineal, Carretera perduda, que comptava amb molts elements propis del cinema negre. El guió va ser coescrit amb Barry Gifford, l'actor Bill Pullman i l'actriu Patricia Arquette en van ser els protagonistes. La pel·lícula va ser un fracàs comercial, però va rebre crítiques contraposades. Tot i això, gràcies en part a la banda sonora, en què apareixien cantants i grups com Marilyn Manson, Rammstein, Nine Inch Nails i The Smashing Pumpkins, Lynch va obtenir una nova audiència: l'anomenada Generació X.
L'any 1999, Lynch va sorprendre molt positivament els seus fans i la crítica amb una pel·lícula produïda per la companyia Disney: Una història de debò, que aparentment era una pel·lícula senzilla i sense pretensions que narrava la història real d'un home de poble (interpretat pel veterà actor Richard Farnsworth) que fa un llarg viatge sobre un tallagespa, amb l'únic objectiu de fer les paus amb el seu germà malalt. La pel·lícula va rebre crítiques favorables i va donar noves audiències a l'autor. El film va ser nominat a la Palma d'Or, va rebre dues nominacions als Globus d'Or (per la banda sonora i a millor actor dramàtic), i Richard Farnsworth va ser nominat als premis Oscar en la categoria de millor actor.
Aquell mateix any, Lynch va temptar una altra vegada la cadena ABC per a fer un drama per a la televisió. La cadena li va donar el vistiplau i es va gravar l'episodi pilot de dues hores. Així i tot, la sèrie va quedar definitivament aparcada per controvèrsies sobre el contingut i la duració. Amb l'aportació de set milions de dòlars per la productora francesa Studio Canal, el director va convertir aquest episodi pilot en el llargmetratge Mulholland Drive. Estrenada finalment l'any 2001, es tracta d'una història que intenta aprofundir en la cara fosca de Hollywood com a fàbrica de somnis. La pel·lícula és protagonitzada per les actrius Naomi Watts i Laura Harring, i per l'actor Justin Theroux. Comercialment, Mulholland Drive va reeixir prou bé arreu del món i va rebre força ressenyes positives, i Lynch va obtenir, amb aquesta pel·lícula, el premi a millor director al 54è Festival Internacional de Cinema de Canes el 2001, compartit amb Joel Coen per The Man Who Wasn't There, i un altre premi a millor director atorgat per la New York Film Critics Association. A més, va rebre quatre nominacions als Premis Globus d'Or i alhora, una tercera nominació de Lynch als premis Oscar com a director.

### Dècada de 2000
L'any 2002 Lynch va desenvolupar una sèrie de curtmetratges a internet, titulada Dumb Land. Constava de vuit episodis, d'un contingut intencionalment dur. Els episodis van ser publicats després en format DVD. El mateix any, Lynch va dedicar als seus seguidors una comèdia de situació al seu lloc web. La sèrie es va titular Rabbits («Conills»), i constava de vuit episodis curulls de surrealisme que transcorren en una sala habitada per estranyes persones amb cap de conill. Posteriorment, el director va rodar en vídeo digital el curtmetratge Darkened Room, a imitació del famós cine de terror japonès dels darrers anys.
Al Festival de Canes de l'any 2005, David Lynch va anunciar que durant un any havia rodat el seu últim film a Polònia, amb tècniques digitals. Aquest film, anomenat Inland Empire, és interpretat per diversos col·laboradors habituals en el cine del director: al repartiment hi ha actrius i actors com Laura Dern, Justin Theroux, Harry Dean Stanton i Grace Zabriskie, així com Jeremy Irons, Karolina Gruszka, Peter J. Lucas, Krzysztof Majchrzak, Julia Ormond i Diane Ladd. A més, Naomi Watts i Laura Harring presten la seva veu a dos dels conills de la pel·lícula. Lynch va descriure el film com «un misteri sobre una dona en mig de grans dificultats». Inland Empire es va estrenar el desembre de l'any 2006, i va suscitar força comentaris contraposats per part de la crítica, com ja ho havien fet la majoria de les seves pel·lícules. Això no obstant, l'opinió majoritària va ser favorable.
El 2009 Lynch va produir la websèrie documental Interview Project dirigida pel seu fill Austin Lynch i el seu amic Jason S. Interessat a treballar amb Werner Herzog, el 2009 Lynch va col·laborar en la seva pel·lícula My Son, My Son, What Have Ye Done, que es basa en la història real d'un actor que va cometre matricidi mentre actuava en una producció de l'Oresteia, i va protagonitzar Grace Zabriskie, habitual de Lynch.

### Dècada de 2010
Lynch va dirigir un concert de Duran Duran el 2011, el 2013 va dirigir el vídeo per a la cançó de Nine Inch Nails «Came Back Haunted» i va fer les fotografies per a l'àlbum homònim de Dumb Numbers publicat el 2013. També va rodar una tercera temporada de nou episodis de Twin Peaks el 2015 emesa el 2017 a Showtime.

## Influències
Lynch va declarar, en diverses ocasions, que admirava profundament els cineastes Stanley Kubrick, autor de moltes de les seves pel·lícules preferides, i Federico Fellini, l'escriptor Franz Kafka i el pintor Francis Bacon, autors d'obres que per al director tenen una gran força visual i una sensibilitat commovedora. Igualment, va citar el pintor expressionista austríac Oskar Kokoschka com a font d'inspiració. Lynch sempre es va sentir meravellat per la pel·lícula El màgic d'Oz, i moltes vegades en va fer referències, com a Cor salvatge, on en va fer una paròdia que va comportar certa polèmica.
Una altra influència va ser el llibre The Art Spirit, de l'artista i professor estatunidenc Robert Henri, del qual va afirmar que el va ajudar a decidir el camí que prendria la seva obra plàstica. Igual que Henri, Lynch es va traslladar del camp a un entorn urbà per a desenvolupar la seva carrera artística. Henri era un pintor realista urbà, que adoptava la vida de ciutat com a matèria artística per a la seva obra, procés que Lynch va imitar en les seves primeres obres. Per a la seva obra cinematogràfica també van ser de gran importància les influències de cineastes com Luis Buñuel, Werner Herzog i Roman Polanski, alguns dels quals van reconèixer, igualment, al mateix Lynch com a referent.

## Altres activitats
Durant la seva trajectòria, des de 1988, Lynch també va crear múltiples anuncis publicitaris per a perfums, productes esportius, aliments, automòbils o dispositius d'entreteniment, entre d'altres. A més del cinema, Lynch es va dedicar a la pintura. A Espanya, la seva obra pictòrica es va poder apreciar a l'exposició Action-Reaction, que l'any 2009 va recórrer les ciutats Saragossa o Granada.
Lynch també va crear videoclips, entre els quals destaquen Dangerous de Michael Jackson (1992), Longing de Yoshiki (1995), Rammstein de Rammstein (1996), Shot in the Black of the Head de Moby (2009) o Came Back Haunted de Nine Inch Nails (2013), entre d'altres.
També va divulgar la Meditació Transcendental (MT), des que l'any 1973 s'hi havia iniciat. L'any 2005 va fundar la David Lynch Foundation For Consciousness-Based Education and World Peace (també coneguda simplement com a David Lynch Foundation), per ajudar econòmicament estudiants de les escoles interessats en aquesta escola de meditació, i per a finançar la investigació sobre la seva tècnica i els seus efectes en l'aprenentatge. Amb els anys, la Fundació va ampliar el seu enfocament per a incloure-hi altres poblacions en risc, com les persones sensesostre, els veterans de guerra, els refugiats de les guerres africanes o els presos.

## Vida personal i mort
David Lynch va mantenir relacions sentimentals amb l'actriu Isabella Rossellini (que va conèixer durant el rodatge de Vellut blau), i va estar casat tres vegades: amb Peggy Lentz (del 1967 al 1974), amb qui va tenir una filla (la directora cinematogràfica Jennifer Chambers Lynch); amb Mary Fisk (del 1977 al 1987), amb qui va tenir un fill, Austin Jake Lynch; i amb l'editora i productora de diverses de les seves pel·lícules Mary Sweeney, amb qui va tenir un altre fill l'any 1992, Riley Lynch.
David Lynch va morir a causa d’un emfisema pulmonar als 78 anys. La seva família va anunciar la defunció mitjançant un comunicat, destacant la pèrdua amb aquestes paraules: «Hi ha un gran forat en el món ara que ja no està amb nosaltres. Però, com ell deia, "fixa’t en la rosquilla i no en el forat". És un dia bonic amb un sol daurat i blaus al cel».

## Filmografia
Les seves pel·lícules més destacades són:
- Six Figures Getting Sick (curtmetratge) (1966)
- The Alphabet (curtmetratge) (1968)
- The Grandmother (1970)
- The Amputee (curtmetratge) (1974)
- Eraserhead (1978)
- L'home elefant (1980)
- Dune (1984), basat en la novel·la Duna, de Frank Herbert.
- Vellut blau (1986)
- The Cowboy and The Frenchman (curtmetratge) (1988)
- Cor salvatge (Wild at Heart) (1990)
- Twin Peaks (sèrie de televisió) (1990-1991)
- Twin Peaks: Els últims dies de Laura Palmer (Fire Walk With Me) (1992)
- Hotel Room (sèrie de televisió) (1993)
- Lumiere i companyia (1995) fragment
- Premonitions Following an Evil Deed (curtmetratge) (1996)
- Carretera perduda (Lost Highway) (1997)
- Una història de debò (The Straight Story) (1999)
- Mulholland Drive (2001)
- The Short Films of David Lynch (2002)
- Dumbland (sèrie d'Internet) (2002)
- Rabbits (sèrie d'Internet) (2002)
- Darkened Room (curtmetratge) (2002)
- Inland Empire (2006)
- Boat (2007)
- Absurda (curtmetratge)(2007)
- Lady Blue Shangai (curtmetratge) (2010)
- I Touch a Red Button Man (curtmetratge) (2010)

## Discografia

### Àlbums d'estudi
- BlueBOB (2001)
- Crazy Clown Time (2011)
- The Big Dream (2013)

## Cites i curiositats
Segons el director, «En una ciutat gran em vaig adonar que hi havia molta por. Venint del nord-oest, això et copeja amb la força d'un tren». «Crec que era un noi completament normal», recorda. «Per descomptat, a tots ens agrada pensar que un és diferent i únic… Segons els meus records, vaig tenir una infància feliç, sense massa problemes. Però els nois tenen els sentits particularment alerta, els ulls molt oberts, les orelles molt atentes, i el món els mana una cataracta d'informacions i sensacions... Els nois perceben les coses de manera molt intensa, però tenen també una imaginació que pot amplificar els esdeveniments més insignificants, els detalls més ínfims».
«Engrandit per la imaginació d'un nen, un petit esdeveniment pot convertir-se en la més bella o la més horrible de les històries. Quan era noi aquesta percepció de les coses podia ser formidable, però, al mateix temps, pertorbadora i inquietant. Per exemple, poder entrar en una casa i, sense buscar res en particular, sense imaginar-te res de res, sentir que hi ha quelcom una mica rar en aquesta casa. Com un núvol malvat que sura en l'aire i t'indica de manera confusa que en aquesta casa alguna cosa va malament. Hi ha gent adulta, tot sembla normal, però sentia que hi havia alguna cosa amagada, que a la casa regna un cert malestar subterrani que els qui hi viuen no volen que els altres vegin... En la meva casa tot era molt tranquil, molt normal. Els meus pares mai no es van barallar, fins a tal punt que de vegades fins i tot m'hauria agradat que es barallessin un poc, que hi hagués a la casa un poc de moviment. Però mai no va passar res. La nostra casa era un lloc sòlid, estable, tranquil·litzador. Potser quan des del principi es posseïx una estabilitat tan gran, un fonament ben sòlid, un es troba més inclinat a sortir de si mateix. Mentre que si un creix en la inseguretat, després busca desesperadament la seguretat, sense arriscar-se tant. Des d'aquest punt de vista, crec que vaig tenir sort».
«Quan era un adolescent, intentava divertir-me les 24 hores al dia. No vaig començar a pensar fins que vaig tenir 20 o 21 anys. Feia coses estúpides i comunes. No va succeir gaire en el pis de dalt fins als 19. La meva mare es va negar a donar-me llibres per a acolorir quan era nen. Probablement m'ha salvat, perquè si ho penses, el que fa un llibre per a acolorir és destruir completament la creativitat». Així fins que va complir 19 anys. O sigui, edat en la qual va començar el seu anar i venir per diferents escoles d'art, les quals abandonava.
L'any 1965, no obstant això, va ingressar a la Pennsylvania Academy of Fine Arts (PAFA), de Filadèlfia. «Era un temps magnífic per a estar a l'acadèmia», assegura. «Les escoles tenen ones, i va succeir que jo li vaig pegar a una ona creixent i gegant. Hi havia molta gent bona a l'escola. I aquest va ser el començament de tot. Se'm van aclarir les coses en termes de pintura, i el meu estil va trobar el seu camí». «La casa a la qual em vaig mudar quedava enfront de la funerària, al costat del Pop's Diner. L'àrea tenia un ambient grandiós -fàbriques, fum, autopistes, diners, els personatges més estranys, les nits més fosques». «Jo vivia en el carrer 13 i Wood. És un lloc molt industrial. A les 5.00 ja no hi ha ningú en el barri. Ningú no hi viu. I m'agrada molt això. És bell, si ho veus de manera correcta». «Vivíem barat, però la ciutat estava plena de por. Un nen va ser estomacat al nostre carrer i les marques de guix que envoltaven el lloc en el qual havia jagut van romandre al terra durant cinc dies. Ens van robar dues vegades i ens van disparar des de les finestres». Entre les seves obres de l'època havia un complex i entretingut joc del milió i una sèrie de «dones mecàniques», això és, clar, dones que es convertien en màquines d'escriure.
És allà on va trobar la seva veritable vocació. Va gaudir moltíssim aquesta etapa al costat d'altres amb inquietuds artístiques. La seva inclinació per la pintura es va fer manifesta. Després de passar per escoles d'art, el 1965 Lynch i un amic, Jack Fisk, van viatjar a Europa per a estudiar amb el pintor expressionista Oskar Kokoschka a Salzburg. Van viatjar a París, i finalment a Atenes, però van tornar als Estats Units als 15 dies. «No em va agradar Europa», assegura.
«Pensava tot el temps, "aquí és on pintaré". I no hi havia cap mena d'inspiració allí per a la classe de treball que volia fer. Tenia la intenció de quedar-m'hi tres anys. En canvi, m'hi vaig quedar 15 dies! Me'n recordo d'estar ficat al llit en un soterrani a Atenes amb llangardaixos que grimpaven a les parets, i pensava que estava a 7.000 milles d'un McDonald's!» De tornada a Alexandria, va aconseguir (i va perdre sistemàticament) una sèrie de treballs: en una botiga d'art, en una oficina d'enginyeria i en una botiga de marcs, l'amo de la qual es deia, apropiadament, Michelangelo. «Quan era acomiadat, això em duia a un altre lloc, a noves experiències. Cada vegada que em tiraven, estava feliç de la vida!», recorda. «Però després de desembussar un bany (un treball que ningú més no volia) per cinc dòlars, hauria anat a qualsevol part amb la condició de sortir d'allí».

## Premis
Oscar
| Any  | Categoria                           | Pel·lícula       | Resultat |
| ---- | ----------------------------------- | ---------------- | -------- |
| 2001 | Millor direcció                     | Mulholland Drive | Nominada |
| 1986 | Millor direcció                     | Blue Velvet      | Nominada |
| 1980 | Millor direcció Millor guió adaptat | L'home elefant   | Nominada |

Globus d'Or
| Any  | Categoria                   | Pel·lícula       | Resultat |
| ---- | --------------------------- | ---------------- | -------- |
| 2001 | Millor direcció Millor guió | Mulholland Drive | Nominada |
| 1986 | Millor guió                 | Blue Velvet      | Nominada |
| 1980 | Millor direcció             | L'home elefant   | Nominada |

Altres premis
David Lynch va guanyar dues vegades el premi Cèsar francès a la millor pel·lícula estrangera (per L'home elefant i Mulholland Drive). Al Festival de Canes, Lynch va guanyar la Palma d'Or l'any 1999 amb la seva obra Cor salvatge, i l'any 2001 va rebre el premi al millor director amb Mulholland Drive. L'any 2002, faria de president del jurat en aquest mateix festival. També el 2002, Lynch va ser condecorat pel govern francès amb la Legió d'Honor. El dia 6 de setembre de 2006, el director va rebre el Lleó d'Or al Festival de Venècia per les seves contribucions al setè art. En aquest mateix festival, Lynch va presentar la seva última pel·lícula, Inland Empire.